# 피토휘
피토휘(pitohui)는 때까치딱새과에 속하는 조류 속의 하나이다. 뉴기니섬에만 사는 새로 이루어져 있다. 이 속은 6종을 포함하고 있다. 6종 가운데 5종은 독을 가지고 있다.

## 특징
피토휘들은 밝은 색깔의 깃털을 가지고 있고, 아무거나 먹는 잡식성이다. 어떤 피토휘들은 (특히 w:Variable Pitohui와 w:Hooded Pitohui) 피부와 깃털에 바트라코톡신계열의 신경독(神経毒) 성분을 가진 강력한 알칼로이드를 가지고 있다. 바트라코톡신은 콜롬비아 독개구리에도 가지고 있다)
이 알칼로이드 성분 때문에 이 조류는 화학적인 방어 기능을 갖게 되었으며, 아마도 외부 기생충을 없애는데 사용되거나, 또는 자신을 잡아 먹으려는 뱀이나 파충류 또는 인간들로부터 자신을 보호하는데 사용되는 것으로 보인다. 새는 바트라코톡신을 자기 자신이 스스로 만들지는 않은 것으로 보이며, 새가 잡아 먹는 w:Choresine 속에 해당하는 풍뎅이를 잡아 먹고 그 독성분을 얻는 것으로 보인다.
이 독 때문에 먹을 수 없는 새로 생각해서, 파푸아 뉴기니 사람들은 이 새를 "쓰레기 새"라고 불렀다. 하지만 먹을 것이 궁해지면, 깃털과 피부를 벗겨낸 다음, 숯가루를 바른 다음에 구워서 먹었다고 한다.
w:Hooded Pitohui은 꽤 밝은 깃털을 가지고 있고, 배쪽은 붉으며, jet black head을 가지고 있다. w:Variable Pitohui은 말 그대로 여러 가지 모양을 가진 피토휘를 포함하고 있으며, 깃털 모양에 따라 약 20개의 아종으로 분류되어 있다. 그중에서 2개의 아종은 w:Hooded Pitohui을 꽤 닮아 있다.
피토휘의 깃털이 눈부시게 밝은 이유는 경계색의 일종인 것으로 생각되고 있으며, Hooded Pitohui와 어떤 Variable Pitohui 들이 닮아 있는 이유는 동물이 다른 동물을 흉내내는 의태의 일종인 것으로 보인다. 그렇게 함으로써 독이 없는 자기 자신도 독을 가진 것으로 다른 포식자들로 하여금 착각하게 만들기 위한 것이다.

## 하위 종
- Pitohui kirhocephalus
- 두건피토휘(Pitohui dichrous)
- Pitohui incertus
- Pitohui ferrugineus
- Pitohui cristatus
- Pitohui nigrescens

## 참고 문헌
- del Hoyo, J.; Elliot, A. & Christie D. (editors). (2007). Handbook of the Birds of the World. Volume 12: Picathartes to Tits and Chickadees. Lynx Edicions. ISBN 978-84-96553-42-2
- Dumbacher JP, Beehler BM, Spande TF, Garraffo HM, Daly JW (1992). “Homobatrachotoxin in the genus Pitohui: chemical defense in birds?”. 《Science》 258 (5083): 799–801. doi:10.1126/science.1439786. PMID 1439786.
- Dumbacher JP, Fleischer RC (2001). “Phylogenetic evidence for colour pattern convergence in toxic pitohuis: Mullerian mimicry in birds?”. 《Proceedings of the Royal Society of London B》 268 (1480): 1971–6. doi:10.1098/rspb.2001.1717. PMC 1088837. PMID 11571042.
- Dumbacher JP, Wako A, Derrickson SR, Samuelson A, Spande TF, Daly JW (2004). “Melyrid beetles (Choresine): a putative source for the batrachotoxin alkaloids found in poison-dart frogs and toxic passerine birds”. 《Proceedings of the National Academy of Sciences》 101 (45): 15857–60. doi:10.1073/pnas.0407197101. PMC 528779. PMID 15520388.
- Piper, R. Extraordinary Animals: An Encyclopedia of Curious and Unusual Animals, Greenwood Press

## 다른 보기
- 짐조(鴆鳥) : 중국 고대 문헌에 나오는 독을 가진 새
- 독새 : 독을 가진 새